# Берно
Берно́ (фр. Bernot) — коммуна во Франции, находится в регионе Пикардия. Департамент коммуны — Эна. Входит в состав кантона Гюиз. Округ коммуны — Вервен.
Код INSEE коммуны — 02070.

## Население
Население коммуны на 2010 год составляло 459 человек.
| 1962 | 1968 | 1975 | 1982 | 1990 | 1999 | 2010 |
| ---- | ---- | ---- | ---- | ---- | ---- | ---- |
| 620  | 608  | 540  | 511  | 459  | 455  | 459  |

## Экономика
В 2010 году среди 283 человек трудоспособного возраста (15—64 лет) 199 были экономически активными, 84 — неактивными (показатель активности — 70,3 %, в 1999 году было 61,9 %). Из 199 активных жителей работали 182 человека (98 мужчин и 84 женщины), безработных было 17 (7 мужчин и 10 женщин). Среди 84 неактивных 27 человек были учениками или студентами, 26 — пенсионерами, 31 была неактивными по другим причинам.